# Guangzhous dagblad
Guangzhous dagblad (kinesiska: 广州日报, pinyin: Guǎngzhōu Rìbào) är en kinesisk dagstidning.
Tidningen är den lokala kommunistpartikommitténs tidning i Guangzhou, och bevakar området kring floden Zhujiang. Den grundades 1 december 1952. 